# Ansgar Trächtler

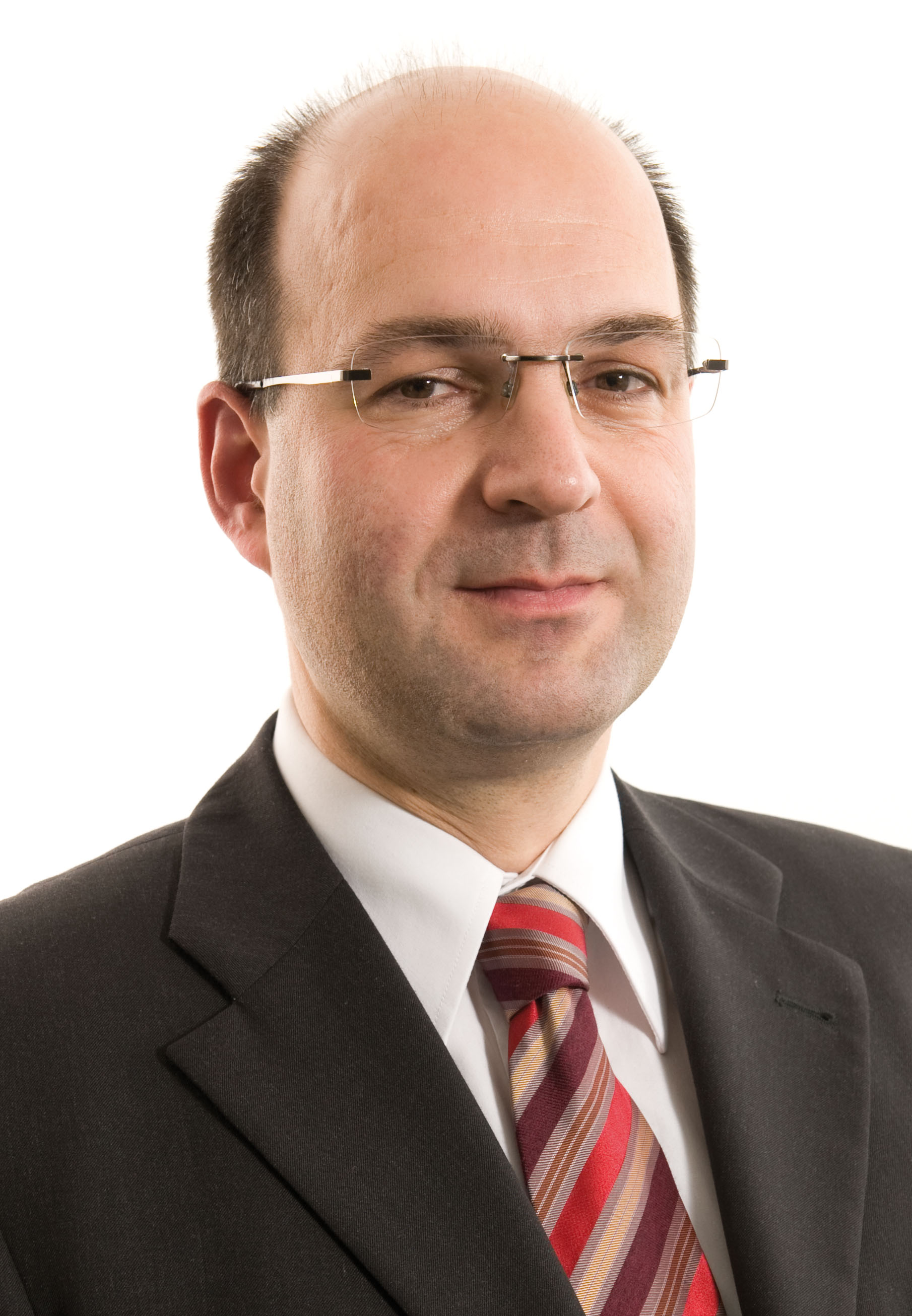
Ansgar Trächtler

Ansgar Trächtler (* 20. Mai 1964 in Ettenheim) ist Inhaber des Lehrstuhls für Regelungstechnik und Mechatronik am Heinz Nixdorf Institut der Universität Paderborn und Institutsleiter des Fraunhofer-Instituts für Entwurfstechnik Mechatronik (IEM) in Paderborn.

## Werdegang
Trächtler hat an der Universität Karlsruhe (TH) Elektrotechnik studiert. 1991 promovierte er am Institut für Regelungs- und Steuerungssysteme. Im Anschluss arbeitete er von 1992 bis 1998 als wissenschaftlicher Assistent am Institut für Mess- und Regelungstechnik der Universität Karlsruhe und habilitierte im Jahr 2000. Von 1998 bis 2004 war er bei der Robert Bosch GmbH tätig und leitete zuletzt den Bereich Vorausentwicklung Fahrwerksysteme. Seit November 2004 ist er Professor an der Universität Paderborn. 2016 wurde er in die Deutsche Akademie der Technikwissenschaften (acatech) gewählt.

## Forschungsschwerpunkte
Die Schwerpunkte in der Forschungsarbeit von Trächtler sind:
- Modellierung und Entwurf mechatronischer Systeme,
- Regelung komplexer Systeme,
- Fahrwerksysteme und Fahrdynamikregelung,
- Hardware-in-the-Loop und
- Echtzeitsimulation.

## Weitere Funktionen
Außerhalb der Universität engagiert sich Trächtler bei acatech, in der VDI/VDE-Gesellschaft für Mess- und Automatisierungstechnik (GMA) und in der International Federation of Automatic Control (IFAC). Für seine wissenschaftlichen Arbeiten erhielt er 1998 den Eugen-Hartmann-Preis der GMA und den Messtechnik-Preis des Arbeitskreises der Hochschullehrer für Messtechnik e.V. (AHMT).